# Ibrillos
Ibrillos es una localidad y un municipio situados en la provincia de Burgos, comunidad autónoma de Castilla y León (España), comarca de Montes de Oca, partido judicial de Briviesca,  ayuntamiento del mismo nombre.

## Historia
Ibrillos fue una fortaleza, situada en el actual cerro (ermita de Ntra. Sra. de la Peña), disputada por musulmanes y cristianos,  y que tuvo importancia a finales del s.IX. Formó parte de un cordón de seguridad que iba desde Cerezo de Río Tirón hasta Pazuengos, y que en el caso de dominio árabe defendía de los ataques cristianos que les llegaban de los Montes de Ayago, Sierra de la Demanda. Y en el caso de los cristianos contenía a los musulmanes de sus correrías de control y saqueo de la zona. Los musulmanes nunca tuvieron un control ni político, ni administrativo, ni económico, ni militar de los Montes que quedaba al sur de ese cordón formado por los castillos y fortalezas de Cerezo de Río Tirón, Ibrillos, Torre de Villaorceros, Mirabel (Cerro de Grañón), y Pazuengos.
A la caída del Antiguo Régimen queda constituida como ayuntamiento constitucional del mismo nombre en el partido  Belorado, región de Castilla la Vieja, contaba entonces con 106 habitantes.

## Demografía
Ibrillos cuenta con una población de 29 habitantes (INE 2024).
| Gráfica de evolución demográfica de Ibrillos entre 1842 y 2021                                                      |
| |
| Población de derecho según los censos de población del INE Población de hecho según los censos de población del INE |

## Hijos ilustres
- Alfonso Murillo Villar: rector de la Universidad de Burgos entre 2008 y 2016.